# Nacionalni šahovski savez Filipina
Nacionalni šahovski savez Filipina (eng. National Chess Federation of the Philippines), krovno tijelo športa šaha na Filipinima. Osnovan je 1949. godine i član je FIDE od 2007. godine. Sjedište je u Quezon Cityju, Phil. Academy for Chess Excellence No. 56 Mindanao Ave., Project 6. Član je nacionalnog olimpijskog odbora. Filipini pripadaju azijsko-oceanijskoj zoni 3.3. Predsjednik je Prospero Pichay (ažurirano 26. listopada 2019.).

## Vanjske poveznice
- Službene stranice
- Facebook Tajništvo
- Facebook